# Franztal
Franztal je dio Zemuna. Poznata kao četvrt zemunskih Nijemaca na Dunavu.

## Povijest
Nijemci su se naselili u oslobođena i nenaseljena područja južne Ugarske i istočne Hrvatske u tri velika vala. 
Prvi je valom upravljao Karlo VI. početkom 18. stoljeća. Drugim je upravljala Marija Terezija sredinom 18 stoljeća i tad je doselilo oko 50.000 Nijemaca. Treći je val doselio koncem 18. stoljeća i kojim je upravljao Josip II. Podunavske Švabe (Donauschwaben) su 1826. postali teritorijalno državljani Kraljevine Ugarske. Iz Banata, iz Lazarfelda je skupina onamo koloniziranih Nijemaca pokušala iz dva puta naseliti se u pogranični grad Zemun. Prvi put 1815. nisu uspjeli, i molba im je odbijena. Uspjeli su iz drugog pokušaja i 72 obitelji u kojima je bila 341 osoba je preselila ondje. Za uspjeh pothvata zaslužno je energično zalaganje baruna Brezine von Siegenthala i naporima vojne općine (Militär-Kommunität) Zemuna. Službenu potvrdu dao im je car Franjo I. 3. studenoga 1816. godine. Zemljište koje im je dodijelio nalazi se u gornjem dijelu Zemuna, ne u starom dijelu (Altstadt), nego u novom dijelu (Vorstadt). Njemački doseljenici nadjenuli su mu ime Siegenthal (Dolina pobjede), prema barunu. Na prijedlog policijskog komesara i provizornog pisara magistrata u Zemunu Kovačevića izabrano je konačno ime Franzensthal (Franzova dolina), prema imenu austrijskog cara Franje (nje. Franz). Kovačevićev prijedlog su njemačke obitelji uvažile zato što su ti doseljenici bili vrlo siromašni poljodjelci, a komesar Kovačević im je u kritičnim danima mnogo pomogao snaći se i naviknuti na novo okružje. Osim toga pomogao im je u upravnim stvarima i odnosima s lokalnom upravom, bio je veza s lokalnim vlastima. Kovačević je također pazio da se ne dogode zloporabe i da se među doseljene Nijemce ne uvuku špekulanti koji bi ih iskorištavali. Zbog loših uvjeta već je 1817. dio doseljenika vratio se nazad. 1834. godine podignuta je prva škola. 1834. Švabe su si napravili provizornu školu. 1862. Židovi su iz Beograda otišli u Zemun. 1869. godine Habsburška Monarhija preustrojena je nagodbom u Austro-Ugarsku. Franztal je bio treći dio grada Zemuna (Stadtteil III von Semlin) koji se isprve polako, a zatim naglo razvio, širio, zbog velika priraštaja narastao brojem stanovnika, a zbog blizine grada Zemuna dogodio se gospodarski zamah i razvitak društava. Odnosi s drugim nacionalnostima bili su bez problema. Nijemci su se najviše bavili ratarstvom i stočarstvom te su svojim proizvodima opskrbljivali zemunsku tržnicu. Bili su glavni opskrbljivači poljoprivrednim proizvodima. Položaj Zemuna bio je vrlo važan pa je bio jako trgovačko, obrtno i industrijsko središte. Kroz Franztal je prošla i željeznica. Nijemci su vremenom počeli baviti se i tim zanimanjima. Bogatiji Nijemci uskoro su gradili svoje domove u donjem Zemunu. Donji dio grada bio je gospodski dio namijenjen bankarima, činovnicima, liječnicima, ljekarnicima, bogatim trgovcima i dr. 1881. je formalno ukinuta Vojna krajina i Zemun je postao dio Srijemske županije u Kraljevini Hrvatskoj i Slavoniji. 
1886. utemeljeno je poljodjelsko društvo (Landwirtschaftlichen Verein). Crkva sv. Vendlina u neogotičkom stilu građena je od 1888. do 1892. godine; groblje je srušeno 1950. i 1951. i djelimice su posmrtni ostatci premješteni u Bežaniju na groblje u zajedničku kosturnicu, na mjestu franztalskog groblja sagrađen je Klinički centar Bežanijska kosa, a spomen-pločama s grobova Nijemaca je među ostalim popločano stubište koje vodi od Teodora Herzla (Prilaza) do parka na Kalvariji. Radi prikrivanja što su bile te ploče, bile su naopako okrenute no ne sve pa su i danas vidljivi nadgrobni natpisi na njima; a crkva je srušena 1955. godine i na njenom mjestu je sagrađena nova zgrada Osnovne škole Petar Kočić. 1900. osnovano je štedno i pripomoćno društvo Spar- und Hilfsverein i iz njega 1912. franztalska Sparkasse. 1901. godine podignuta je druga osnovna škola. 1905. godine osnovano je vatrogasno društvo i muško pjevačko društvo, pa Turnverein i dr. U Franztalu je podignut Milenijski spomenik. Prvi svjetski rat poremetio je sjajne međunacionalne odnose i nepovjerenje, negdje i mržnja prema Nijemcima se uvukla među Srbe. 1918. godine raspala se Austro-Ugarska i podunavske Švabe našle su se podijeljene u tri države, a Franztal se našao u Kraljevini SHS. 1932. je podignuta u Franztalu, a Zemun protiv volje Zemunaca pripojen Beogradu. Franztal je ostao spomenik starog austrijskog naseljavanja. Do 1944. površinom se udeseterostručio i imao je 7000 stanovnika. Nijemci su se prelili i u druga dva dijela grada (Stadt I i Stadt II). U Drugom svjetskom ratu Franztal je dio NDH pod njemačkom okupacijom i posebnim njemačkim upravnim režimom. Počeli su i uskoro i prvi partizanski napadi na Podunavske Švabe. Gradonačelnik Zemuna bio je Hans Moser iz ugledne obitelji Moser koja je imala vinariju čiju je tradiciju poslije rata nastavila vinarija Navip. U savezničkom bombardiranju crkva sv. Vendelina jako je oštećena. 5. listopada 1944. morali su Nijemci bježati na sve moguće načine svim mogućim prijevoznim sredstvima u pradomovine Njemačku i Austriju; vlakom, zaprežnim kolima, brodovima, konjima, automobilima, pješice. 5. studenoga 1944. dio je u 167 vagona stigao nakon četiri tjedna u Mondsee. Mnogi su odselili dalje pa ih danas ima u 18 država na trima kontinentima, a većina je novu domovinu našla u Njemačkoj i Austriji. U kuće Nijemaca useljeni su Srbi iz Hercegovine, Banije i Korduna. Poslije su većinom srušene. Na mjestu tih starih otetih njemačkih domova nikla su nova zemunska naselja, prvo naselje Marije Bursać, pa naselje Sava Kovačević. Na mjestu srušenog starog franztalskog vatrogasnog tornja podignute su suvremene višekatne zgrade. 15. studenoga 1975. u Salzburgu u Austriji je osnovano društvo Verein der Franztaler Ortsgemeinschaft. Premda su stari Franztalci gotovo svi pomrli, njihovi potomci održavaju veze te godišnje obljavljuju almanah s informacijama o franztalskoj dijaspori. 1986. je u Mondseeu podignut spomenik u Karlsgartenu. 1999. je u Mondseeu otvoren Franztaler Heimatstube.

## Poznate osobe
- Branko Samarovski
- Gaspar Kani

## Vanjske poveznice
- Facebook Stare slike Zemuna - Franztal (srp.)
- Verein der Franztaler Ortsgemeinschaft (njem.)
- Verein der Franztaler Ortsgemeinschaft Dokumentarni filmovi (njem.)
- Nemci u Vojvodini - Podunavske Švabe  Arhivirana inačica izvorne stranice od 11. travnja 2019. (Wayback Machine) Tihi nestanak Franztala (srp.)